# Eloy Coelho Netto
Eloy Coelho Netto (Balsas, 27 de novembro de 1924 — São Luís, 10 de agosto de 2002) foi um historiador, cronista e romancista maranhense. Estudou Direito em Fortaleza. Foi membro da Academia Maranhense de Letras, tendo ocupado a cadeira de nº 6 e a cadeira de nº 12 do Instituto Histórico e Geográfico do Maranhão. Dentre seus parentes destacam-se o ex-deputado federal Chico Coelho e a historiadora Maria do Socorro Coelho Cabral. 

## Obras
- A garantia constitucional do habeas corpus (1954)
- Poemas da vida, do mundo e da minha terra (1977)
- História do Sul do Maranhão: terra, vida, homens e acontecimentos (1979)
- Flocos brancos (1980)
- Geo-História do Maranhão (1985)
- Onda final (1987)
- Registros; vidas e acontecimentos (1987)
- Arrozais em festa (1989)
- Nova Época (1990)
- Caxias e o Maranhão; sesquicentenário (1990)
- Paulo – homem e santo (1993)
- Nós Éramos